# 北海道道717号札友内弟子屈停車場線
北海道道717号札友内弟子屈停車場線（ほっかいどうどう717ごう さつともないてしかがていしゃじょうせん）は、北海道川上郡弟子屈町内を結ぶ一般道道である。

## 概要

### 路線データ
- 起点：北海道川上郡弟子屈町字札友内原野（国道243号交点）
- 終点：北海道川上郡弟子屈町朝日（JR北海道 釧網本線 摩周駅）
- 総延長：6.643 km
- 実延長：5.712 km
- 重用延長：0.931 km

### 道路管理者
- 釧路総合振興局 釧路建設管理部 弟子屈出張所

## 歴史
- 1971年（昭和46年）3月31日 - 路線認定[1]。
- 1990年（平成2年）11月20日 - 弟子屈駅の駅名を摩周駅に改称。

## 路線状況

### 重複区間
- 北海道道53号釧路鶴居弟子屈線（弟子屈町中央 - 弟子屈町朝日）

## 地理

### 通過する自治体
- 釧路総合振興局
  - 川上郡弟子屈町

### 交差する道路
弟子屈町
- 国道243号 - 字札友内原野（起点）
- 国道241号 - 美里
- 北海道道53号釧路鶴居弟子屈線 - 中央、朝日（重複）

### 沿線にある施設など
弟子屈町
- 摩周温泉